# Šíp

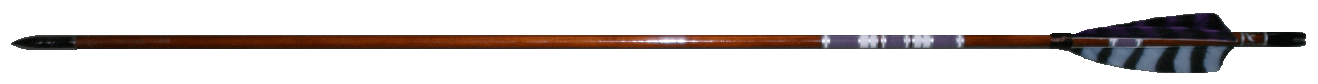
Šíp

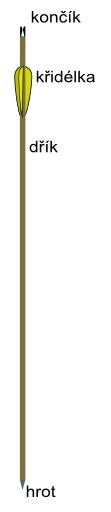
Šíp

Šíp je střela vystřelovaná lukem nebo kuší. Použití nalezl v řadě kultur i sportovní lukostřelbě. Před nástupem palných zbraní byl převažujícím typem projektilu. Obraz šípu je používán v heraldice (heraldická figura – samotný nebo zavinutá střela, tzv. odřivous), v běžném hovoru se často používá rčení rychlý jako šíp. Šíp je součástí známého loga plzeňské Škody.

## Historie
Šíp byl používán v Africe již před 70 tisíci let. V Evropě již před více než 50 tisíci let.

## Konstrukce šípu
Šíp je podlouhlého tvaru. Základní části šípu jsou na přiloženém obrázku. Konstrukční požadavky na šíp vychází z potřeby zásahu cíle a způsobení požadovaného efektu. Pro dosažení zásahu je požadováno aby všechny šípy používané pro střelbu měly shodné vlastnosti. Důležitými vlastnostmi šípu je jeho délka, průměr, váha a tuhost. Vzhledem k náročnosti výroby dobrého šípu se šípy v případě, že je to možné, používají opakovaně. Z toho vyplývá požadavek na to aby šíp vydržel opakované použití a nezničil se například při zásahu do terče.

### Dřík šípu
Též šípové tělo, nebo násada. V podstatě jde o tyč kruhového průřezu. Vyrábí se z různých materiálů. Klasickým materiálem je dřevo. Používají se různé druhy dřeva:
- Cedr – kvalitní dřevo, stabilní hustota, trvanlivé, dostatečné pružné
- Jedle – vyšší hustota než cedr, hůře převezme energii při výstřelu, velmi trvanlivé.
- Borovice – těžší než cedr, trvanlivé, velmi používané, tuhé šípy
- Tropická bříza – těžký šíp, vhodné pro lov (v zemích kde je to povoleno), špatně absorbuje energii
- Jasan – pevné, těžké šípy
- Smrk – lehké, dostatečně tuhé dřevo. Levnější náhrada cedru.

Problémem dřeva je variabilita jeho vlastností. Pokud nemají společně používané šípy shodné vlastnosti, vede to k negativnímu ovlivnění přesnosti střelby.
Novější materiály jsou obvykle ve formě trubek, tedy s dutinou. Výhodou nových materiálů je jednodušší zabezpečení stálých vlastností dříků.
Dural, nebo jiné slitiny hliníku. Relativně levná těla šípů s vyrovnanými vlastnostmi. Nevýhoda je možnost trvalého ohnutí při překonání meze pružnosti například při špatném zásahu.
Sklolamináty se používají již spíše výjimečně. Nahradil je spíše karbon, který umožňuje vyrábět velmi pevné a lehké šípy.
Průměry šípů jsou při průmyslové výrobě sjednocovány. Běžně používané jsou průměry 1/4", 9/32", 5/16", 11/32", 23/64", 3/8" a 32/64" pro extrémně silné luky.

### Končík šípu
Jedná se o drážku na zadním konci šípu. V tomto místě je šíp silně namáhán. Klasický způsob spočíval ve výrobě drážky přímo do dříku šípu s tím, že tělo šípu se zpevňovalo omotávkou proti rozštípnutí. Také se vyráběly samostatné končíky z tvrdšího dřeva, které lépe odolávaly opakovanému namáhání.
Plastové končíky již prakticky vytlačily původní výrobu drážek přímo do dříků šípů. Plastové končíky i jejich drážky mají stabilní tvar i velikost. U dřevěných dříků se plastové končíky obvykle lepí na kónus vyrobený na konci dříku. Důležitým faktorem pro stejné vlastnosti šípů s dřevěnou násadou je umístění končíku v místě, kde jsou vlákna dřeva rovnoběžná s osou šípu.

### Křidélka šípu
Nazývají se též kormidla. Jde vlastně o letové stabilizační plochy. Tradičním materiálem pro výrobu bylo peří. Jeho výhodou je velká schopnost deformace při dotyku kormidla šípu s lučištěm. U nově používaných kormidel z plastů bývá toto ovlivnění menší. Obvykle se používají tři kormidla lepená k šípu v pravidelných úhlech 120°. Kormidla jsou stejná. Důležitá je orientace jejich úhlů vůči drážce v končíku šípu. Jedno z kormidel je v úhlu 90° vůči této drážce a obvykle bývá odlišeno barvou. Šíp se potom zakládá tak, aby toto kormidlo bylo odvráceno od lučiště. Tím se také zmenšuje ovlivnění letu šípu při případném dotyku kormidel s lučištěm při výstřelu.

### Hrot šípu
Hrot šípu bývá vyroben z jiného materiálu než je těleso šípu. Součástí archeologických nálezů jsou kamenné hroty šípů, později kovové. Kov je i v 21. století nejobvyklejším materiálem pro výrobu hrotů šípů. Existuje velká škála hrotů podle účelu použití šípů.
Důležitou vlastností hrotů je jejich váha. Váha hrotu na počátku šípu ovlivňuje stabilitu jeho letu. Typicky jsou sjednoceny váhy hrotů pro jednotlivé průměry násad. Váha hrotu, podobně jako ostatních částí šípu, se často uvádí v klasické jednotce grain. U speciálních hrotů se může váha lišit výrazněji. Váha hrotu ovlivní vyvážení šípu.

## Vlastnosti šípů
Pro dosažení dobrých výsledků střelby je důležitou vlastností rovné tělo šípu. Pokud je šíp mírně deformovaný, provádí se jeho rovnání. Základní rovnání šípů lze provádět i v prstech, ale je k dispozici mnoho různých pomůcek pro rovnání šípů.
Požadované vlastnosti šípu jsou dány jednak konkrétním lukem – hlavně jeho velikostí, konstrukcí a nátahovou silou. Kromě délky je důležitou vlastností šípu jeho tuhost. Tuhost souvisí s lukostřeleckým paradoxem, ale její vliv se uplatňuje i u moderních luků. Tuhost šípu, tzv. spine, se měří podle průhybu šípu zatíženého definovanou silou a podepřeného ve dvou bodech dané vzdálenosti. Prakticky jde takto naměřit takzvaný statický spine. V praxi se uplatní ještě i dynamický spine, jehož měření je komplikovanější.
Pro hodnotu vyvážení šípu se používá %FOC, z anglického pojmu Forward of Centre. Jde o posunutí těžiště šípu před jeho geometrický střed. Pokud je L délka šípu a A vzdálenost těžiště od končíku, potom lze FOC spočíst jako:
{\displaystyle FOC(\%)={100*(A-1/2*L) \over L}}
Jako správná hodnota bývá uváděna 7–9 % FOC.